# مستشفى بتلر
مستشفى بتلر (بالإنجليزية: Butler Hospital)‏ هو مستشفى خاص غير ربحي، مُختص في العلاج النفسي والعلاج من تعاطي المخدرات بالنسبة للأطفال والمراهقين والبالغين وكبار السن، وهو يقع في 345 بلاكستون بوليفارد في بروفيدنس، رود آيلاند. المستشفى تابع لمدرسة طب وارين ألبرت في جامعة براون، وهو المستشفى الرئد والرئيسي في قسم الطب النفسي الشهير بجامعة براون. كان مستشفى بتلر أحد الأعضاء المؤسسين (إلى جانب مستشفى النساء والأطفال الرضع ومستشفى كنت) لنظام كير نيو إنجلاند الصحي في عام 1996.